# Catedral de la Dormición (Jabárovsk)
La Catedral de la Dormición o Asunción de Jabárovsk, Rusia, pertenece a la Iglesia ortodoxa rusa. La primera piedra fue bendecida el 19 de octubre de 2000. La construcción fue completada en octubre del año siguiente, y el 12 de octubre de 2002, la procesión de la Cruz tuvo lugar. La catedral fue consagrada siete días después. El diseño del edificio corresponde a un arquitecto local, Y. Podlesny. Está situada en la calle Sobornaya. Hubo en este lugar una anterior iglesia construida entre 1884 y 1890, que fue destruida en 1930 durante el periodo estalinista.
En febrero de 2004, el templo recibió la visita del presidente ruso, Vladímir Putin.